# Fillmore!
A Fillmore! 2002-ben bemutatott amerikai rajzfilmsorozat, ami a hetvenes évek krimisorozatait parodizálja. A műsor alkotója Scott M. Gimple, a történet pedig egy jó útra tért fiatakorú bűnözőről szól, aki társáva az iskolája bűnügyeit oldja meg. A karakterek hangját adja többek közt Orlando Brown, Tara Strong, Horatio Sanz, Lauren Tom és Danny Tamberelli.
A sorozatot az Amerikai Egyesült Államokban az ABC mutatta be 2002. szeptember 14-én, majd a Disney Channelen fejeződött be 2004. január 30-án. Magyarországon egyelőre nem került bemutatásra.

## Cselekmény
A műsor főhőse Cornelius C. Fillmore, az X Middle School hetedikes diákja és egyben egy fiatalkorú bűnöző, akit elkapnak, mikor megpróbálja kirabolni iskolája kréta-szállítmányát. Hogy ne töltse iskolás évei hátralévő részét a büntető szobában, Fillmore elvállalja, hogy csatlakozik az iskola járőrcsapatához. Így hát újdonsült társával, a gót stílusú Ingrid Thirddel igyekeznek felderíteni a sulival kapcsolatban felmerülő bűneseteket és rejtélyeket.

## Szereplők
| Szereplő                   | Szinkronhang     |
| -------------------------- | ---------------- |
| Cornelius C. Fillmore      | Orlando Brown    |
| Ingrid Third               | Tara Strong      |
| Horatio Vallejo            | Horatio Sanz     |
| Karen Tehama               | Lauren Tom       |
| Joseph Anza                | Danny Tamberelli |
| Danny O'Farrell            | Kyle Sullivan    |
| Dawn S. Folsom             | Wendie Malick    |
| Raycliff igazgatóhelyettes | Jeff Probst      |

## Epizódok
| Évad | Évad | Epizódok | Eredeti sugárzás     | Eredeti sugárzás |
| Évad | Évad | Epizódok | Évadpremier          | Évadfinálé       |
| ---- | ---- | -------- | -------------------- | ---------------- |
|      | 1    | 13       | 2002. szeptember 14. | 2003. május 17.  |
|      | 2    | 13       | 2003. szeptember 20. | 2004. január 30. |